# Shadowgate 64: Trials of the Four Towers
Shadowgate 64 — Trials of the Four Towers (с англ. — «Врата теней 64 — Испытания четырёх башен») — компьютерная игра в жанре 3D-квеста, действие которой происходит в фэнтэзийной вселенной Shadowgate. Игра была разработана компанией Infinite Ventures и выпущена Kemco в 1999 году для приставки Nintendo 64.
Shadowgate 64 является последней игрой в серии, в которую также входят квесты Shadowgate (1987) и Beyond Shadowgate (1993).

## Игровой процесс

Одна из локаций игры (кладбище)

Мир разделён на локации, которыми могут быть как внутренние помещения, так и территории под открытым небом. Игрок путешествует по ним в реальном времени с видом от первого лица. Геймплей заключается в исследовании мира, нахождении и применении предметов, решении головломок и ведении диалогов с персонажами.
Инвентарь разделён на две секции: в первой находятся предметы, во второй — книги и записки. Не все предметы необходимы для прохождения игры, некоторые просто раскрывают историю и атмосферу мира. Использование предметов инвентаря на объектах игрового мира сопровождается анимацией: так, если игрок решит разбить киркой какой-то предмет, процесс будет показан на экране.
Во время прохождения игр главный герой может умереть. Как и в первой игры серии Shadowgate, после смерти персонажа даётся краткий текст с описанием обстоятельств гибели, который накладывается на картинку с её графическим изображением.
Графика игры совмещает 3D-модели (например, дома, мебель, неигровые персонажи) и спрайтовую графику (например, растения). По ходу прохождения игры возникают скриптовые сцены, выполненные на движке игры. Самые важные моменты сопровождаются рисованными видеороликами.

## Сюжет
Главный герой — хоббит по имени Дэл Коттонвуд (англ. Del Cottonwood), путешествующий с караваном торговцев. На караван нападают разбойники, убивают спутников хоббита и протагониста его в плен.
Дэл Коттонвуд оказываются в темницах замка Shadowgate, в прошлом бывшего магическим университетом. Осмотрев камеру, хоббит находит скрытый люк, ведущий в канализацию, и без труда в него протискивается. Побродив в канализацию, Дэл находит замурованный люк, ведущий в кладовку, разбивает его киркой и попадает в опечатанную часть древнего замка, наполненную призраками и тайнами.

## Критика
| Сводный рейтинг | Сводный рейтинг |
| Агрегатор       | Оценка          |
| --------------- | --------------- |
| GameRankings    | 60,96 %         |

Игра получила смешанные оценки критиков оценку, средний балл игры на агрегаторе GameRankings составлял 60,96 % на основе 13 рецензий. GameSpot оценил игру в 4,6 балла из 10.